# Wereldbeker alpineskiën 2011/2012
Het FIS wereldbeker alpineskiën seizoen 2011/2012 was het 46e seizoen sinds het seizoen 1966/1967 en werd op zaterdag 22 oktober 2011 geopend met de traditionele reuzenslalom voor vrouwen in het Oostenrijkse skioord Sölden in Tirol, een dag later begonnen ook de mannen aan hun seizoen met de reuzenslalom. Het seizoen werd op zondag 18 maart 2012 afgesloten met een reuzenslalom voor vrouwen en een slalom voor mannen in het Oostenrijkse Schladming.
Op 21 februari vond in Moskou onder de naam City Event een parallelslalom plaats. Tot deze wedstrijd worden de beste 16 mannen en vrouwen van het algemeen klassement toegelaten, de uitslag van deze wedstrijd telt mee voor het algemeen klassement maar niet voor een van de klassement per discipline. Deze wedstrijd was het vervolg op het succes van het City Event in München van vorig seizoen.
De alpineskiër die op het einde van het seizoen de meeste punten had verzameld, won de algemene wereldbeker. Ook per discipline werd een apart wereldbekerklassement opgemaakt. De Oostenrijker Marcel Hirscher en de Amerikaanse Lindsey Vonn wonnen de algemene wereldbeker.

## Mannen

### Kalender
| Datum                 | Plaats                 | Onderdeel        | Eerste                                  | Tweede                                  | Derde                                   |
| --------------------- | ---------------------- | ---------------- | --------------------------------------- | --------------------------------------- | --------------------------------------- |
| 23/10/2011            | Sölden                 | Reuzenslalom     | Ted Ligety                              | Alexis Pinturault                       | Philipp Schörghofer                     |
| 13/11/2011            | Levi                   | Slalom           | Afgelast en verplaatst naar 21 december | Afgelast en verplaatst naar 21 december | Afgelast en verplaatst naar 21 december |
| 26/11/2011            | Lake Louise            | Afdaling         | Didier Cuche                            | Beat Feuz                               | Hannes Reichelt                         |
| 27/11/2011            | Lake Louise            | Super G          | Aksel Lund Svindal                      | Didier Cuche                            | Adrien Théaux                           |
| 02/12/2011            | Beaver Creek           | Afdaling         | Bode Miller                             | Beat Feuz                               | Klaus Kröll                             |
| 03/12/2011            | Beaver Creek           | Super G          | Sandro Viletta                          | Aksel Lund Svindal                      | Beat Feuz                               |
| 04/12/2011            | Beaver Creek           | Reuzenslalom     | Marcel Hirscher                         | Ted Ligety                              | Fritz Dopfer                            |
| 06/12/2011            | Beaver Creek           | Reuzenslalom     | Ted Ligety                              | Marcel Hirscher                         | Kjetil Jansrud                          |
| 08/12/2011            | Beaver Creek           | Slalom           | Ivica Kostelić                          | Cristian Deville                        | Marcel Hirscher                         |
| 10/12/2011            | Val-d'Isère            | Reuzenslalom     | Afgelast                                | Afgelast                                | Afgelast                                |
| 11/12/2011            | Val-d'Isère            | Slalom           | Afgelast                                | Afgelast                                | Afgelast                                |
| 16/12/2011            | Val Gardena            | Super G          | Beat Feuz                               | Bode Miller                             | Kjetil Jansrud                          |
| 17/12/2011            | Val Gardena            | Afdaling         | Afgebroken                              | Afgebroken                              | Afgebroken                              |
| 18/12/2011            | Alta Badia             | Reuzenslalom     | Massimiliano Blardone                   | Hannes Reichelt                         | Philipp Schörghofer                     |
| 19/12/2011            | Alta Badia             | Slalom           | Marcel Hirscher                         | Giuliano Razzoli                        | Felix Neureuther                        |
| 21/12/2011            | Flachau                | Slalom           | Ivica Kostelić                          | André Myhrer                            | Cristian Deville                        |
| 29/12/2011            | Bormio                 | Afdaling         | Didier Défago                           | Patrick Küng                            | Klaus Kröll                             |
| 01/01/2012            | München                | City Event       | Afgelast                                | Afgelast                                | Afgelast                                |
| 05/01/2012            | Zagreb                 | Slalom           | Marcel Hirscher                         | Felix Neureuther                        | Ivica Kostelić                          |
| 07/01/2012            | Adelboden              | Reuzenslalom     | Marcel Hirscher                         | Benjamin Raich                          | Massimiliano Blardone                   |
| 08/01/2012            | Adelboden              | Slalom           | Marcel Hirscher                         | Ivica Kostelić                          | Stefano Gross                           |
| 13/01/2012            | Wengen                 | Super Combinatie | Ivica Kostelić                          | Beat Feuz                               | Bode Miller                             |
| 14/01/2012            | Wengen                 | Afdaling         | Beat Feuz                               | Hannes Reichelt                         | Christof Innerhofer                     |
| 15/01/2012            | Wengen                 | Slalom           | Ivica Kostelić                          | André Myhrer                            | Fritz Dopfer                            |
| 20/01/2012            | Kitzbühel              | Super G          | Afgelast                                | Afgelast                                | Afgelast                                |
| 21/01/2012            | Kitzbühel              | Afdaling         | Didier Cuche                            | Romed Baumann                           | Klaus Kröll                             |
| 22/01/2012            | Kitzbühel              | Slalom           | Cristian Deville                        | Mario Matt                              | Ivica Kostelić                          |
| 21/01/2012 22/01/2012 | Kitzbühel              | Combinatie       | Ivica Kostelić                          | Beat Feuz                               | Silvan Zurbriggen                       |
| 24/01/2012            | Schladming             | Slalom           | Marcel Hirscher                         | Stefano Gross                           | Mario Matt                              |
| 28/01/2012            | Garmisch-Partenkirchen | Afdaling         | Didier Cuche                            | Erik Guay                               | Hannes Reichelt                         |
| 29/01/2012            | Garmisch-Partenkirchen | Super G          | Afgelast                                | Afgelast                                | Afgelast                                |
| 03/02/2012            | Chamonix               | Afdaling         | Klaus Kröll                             | Bode Miller                             | Didier Cuche                            |
| 04/02/2012            | Chamonix               | Afdaling         | Jan Hudec                               | Romed Baumann                           | Erik Guay                               |
| 05/02/2012            | Chamonix               | Super Combinatie | Romed Baumann                           | Alexis Pinturault                       | Beat Feuz                               |
| 11/02/2012            | Sotsji                 | Afdaling         | Beat Feuz                               | Benjamin Thomsen                        | Adrien Théaux                           |
| 12/02/2012            | Sotsji                 | Super Combinatie | Ivica Kostelić                          | Beat Feuz                               | Thomas Mermillod Blondin                |
| 18/02/2012            | Bansko                 | Reuzenslalom     | Marcel Hirscher                         | Massimiliano Blardone                   | Marcel Mathis                           |
| 19/02/2012            | Bansko                 | Slalom           | Marcel Hirscher                         | Mario Matt                              | André Myhrer                            |
| 21/02/2012            | Moskou                 | City Event       | Alexis Pinturault                       | Felix Neureuther                        | André Myhrer                            |
| 24/02/2012            | Crans-Montana          | Super G          | Didier Cuche                            | Jan Hudec                               | Benjamin Raich                          |
| 25/02/2012            | Crans-Montana          | Super G          | Benjamin Raich                          | Adrien Théaux                           | Didier Cuche                            |
| 26/02/2012            | Crans-Montana          | Reuzenslalom     | Massimiliano Blardone                   | Marcel Hirscher                         | Hannes Reichelt                         |
| 02/03/2012            | Kvitfjell              | Super G          | Beat Feuz Klaus Kröll                   | Niet uitgereikt                         | Kjetil Jansrud                          |
| 03/03/2012            | Kvitfjell              | Afdaling         | Klaus Kröll                             | Kjetil Jansrud                          | Aksel Lund Svindal                      |
| 04/03/2012            | Kvitfjell              | Super G          | Kjetil Jansrud                          | Aksel Lund Svindal                      | Beat Feuz                               |
| 10/03/2012            | Kranjska Gora          | Reuzenslalom     | Ted Ligety                              | Alexis Pinturault                       | Marcel Hirscher                         |
| 11/03/2012            | Kranjska Gora          | Slalom           | André Myhrer                            | Cristian Deville                        | Alexis Pinturault                       |
| 14/03/2012            | Schladming             | Afdaling         | Aksel Lund Svindal                      | Beat Feuz                               | Hannes Reichelt                         |
| 15/03/2012            | Schladming             | Super G          | Christof Innerhofer                     | Alexis Pinturault                       | Marcel Hirscher                         |
| 17/03/2012            | Schladming             | Reuzenslalom     | Marcel Hirscher                         | Hannes Reichelt                         | Marcel Mathis                           |
| 18/03/2012            | Schladming             | Slalom           | André Myhrer                            | Felix Neureuther                        | Mario Matt                              |

### Eindstanden
| Algemeen klassement | Algemeen klassement | Algemeen klassement | Algemeen klassement | Algemeen klassement | Algemeen klassement | Algemeen klassement | Algemeen klassement | Algemeen klassement | Algemeen klassement   | Algemeen klassement | Algemeen klassement |
| #                   | Naam                | Land                | Punten              | #                   | Naam                | Land                | Punten              | #                   | Naam                  | Land                | Punten              |
| ------------------- | ------------------- | ------------------- | ------------------- | ------------------- | ------------------- | ------------------- | ------------------- | ------------------- | --------------------- | ------------------- | ------------------- |
| 1                   | Marcel Hirscher     | AUT                 | 1355                | 11                  | André Myhrer        | SWE                 | 781                 | 21                  | Joachim Puchner       | AUT                 | 506                 |
| 2                   | Beat Feuz           | SUI                 | 1330                | 12                  | Benjamin Raich      | AUT                 | 771                 | 22                  | Felix Neureuther      | GER                 | 485                 |
| 3                   | Aksel Lund Svindal  | NOR                 | 1131                | 13                  | Romed Baumann       | AUT                 | 758                 | 23                  | Cristian Deville      | ITA                 | 465                 |
| 4                   | Ivica Kostelić      | CRO                 | 1064                | 14                  | Adrien Théaux       | FRA                 | 628                 | 24                  | Carlo Janka           | SUI                 | 451                 |
| 5                   | Hannes Reichelt     | AUT                 | 1024                | 15                  | Bode Miller         | USA                 | 612                 | 25                  | Stefano Gross         | ITA                 | 427                 |
| 6                   | Didier Cuche        | SUI                 | 982                 | 16                  | Jan Hudec           | CAN                 | 548                 | 26                  | Massimiliano Blardone | ITA                 | 408                 |
| 7                   | Klaus Kröll         | AUT                 | 909                 | 17                  | Christof Innerhofer | ITA                 | 540                 | 27                  | Steve Missillier      | FRA                 | 402                 |
| 8                   | Kjetil Jansrud      | NOR                 | 855                 | 18                  | Didier Défago       | SUI                 | 538                 | 28                  | Mario Matt            | AUT                 | 372                 |
| 9                   | Ted Ligety          | USA                 | 853                 | 19                  | Erik Guay           | CAN                 | 537                 | 29                  | Johan Clarey          | FRA                 | 334                 |
| 10                  | Alexis Pinturault   | FRA                 | 845                 | 20                  | Fritz Dopfer        | GER                 | 518                 | 30                  | Philipp Schörghofer   | AUT                 | 316                 |

| Afdaling | Afdaling           | Afdaling | Afdaling |
| #        | Naam               | Land     | Punten   |
| -------- | ------------------ | -------- | -------- |
| 1        | Klaus Kröll        | AUT      | 605      |
| 2        | Beat Feuz          | SUI      | 598      |
| 3        | Didier Cuche       | SUI      | 521      |
| 4        | Hannes Reichelt    | AUT      | 396      |
| 5        | Bode Miller        | USA      | 383      |
| 6        | Aksel Lund Svindal | NOR      | 370      |
| 7        | Erik Guay          | CAN      | 363      |
| 8        | Romed Baumann      | AUT      | 356      |
| 9        | Jan Hudec          | CAN      | 284      |
| 10       | Johan Clarey       | FRA      | 283      |

| Super G | Super G             | Super G | Super G |
| #       | Naam                | Land    | Punten  |
| ------- | ------------------- | ------- | ------- |
| 1       | Aksel Lund Svindal  | NOR     | 413     |
| 2       | Didier Cuche        | SUI     | 400     |
| 3       | Beat Feuz           | SUI     | 368     |
| 4       | Kjetil Jansrud      | NOR     | 342     |
| 5       | Klaus Kröll         | AUT     | 304     |
| 6       | Jan Hudec           | CAN     | 264     |
| 7       | Benjamin Raich      | AUT     | 254     |
| 8       | Hannes Reichelt     | AUT     | 241     |
| 9       | Adrien Théaux       | FRA     | 219     |
| 10      | Christof Innerhofer | ITA     | 211     |

| Combinatie | Combinatie          | Combinatie | Combinatie |
| #          | Naam                | Land       | Punten     |
| ---------- | ------------------- | ---------- | ---------- |
| 1          | Ivica Kostelić      | CRO        | 336        |
| 2          | Beat Feuz           | SUI        | 300        |
| 3          | Romed Baumann       | AUT        | 159        |
| 4          | Alexis Pinturault   | FRA        | 130        |
| 5          | Aksel Lund Svindal  | NOR        | 128        |
| 6          | Silvan Zurbriggen   | SUI        | 121        |
| 7          | Kjetil Jansrud      | NOR        | 116        |
| 8          | Adrien Théaux       | FRA        | 115        |
| 9          | Christof Innerhofer | ITA        | 108        |
| 10         | Natko Zrnčić-Dim    | CRO        | 102        |

| Reuzenslalom | Reuzenslalom          | Reuzenslalom | Reuzenslalom |
| #            | Naam                  | Land         | Punten       |
| ------------ | --------------------- | ------------ | ------------ |
| 1            | Marcel Hirscher       | AUT          | 705          |
| 2            | Ted Ligety            | USA          | 513          |
| 3            | Massimiliano Blardone | ITA          | 408          |
| 4            | Alexis Pinturault     | FRA          | 364          |
| 5            | Hannes Reichelt       | AUT          | 337          |
| 6            | Philipp Schörghofer   | AUT          | 278          |
| 7            | Fritz Dopfer          | GER          | 231          |
| 8            | Cyprien Richard       | FRA          | 216          |
| 9            | Kjetil Jansrud        | NOR          | 212          |
| 10           | Davide Simoncelli     | ITA          | 208          |

| Slalom | Slalom           | Slalom | Slalom |
| #      | Naam             | Land   | Punten |
| ------ | ---------------- | ------ | ------ |
| 1      | André Myhrer     | SWE    | 644    |
| 2      | Ivica Kostelić   | CRO    | 610    |
| 3      | Marcel Hirscher  | AUT    | 560    |
| 4      | Cristian Deville | ITA    | 450    |
| 5      | Stefano Gross    | ITA    | 412    |
| 6      | Felix Neureuther | GER    | 377    |
| 7      | Mario Matt       | AUT    | 342    |
| 8      | Fritz Dopfer     | GER    | 287    |
| 9      | Jens Byggmark    | SWE    | 242    |
| 10     | Mattias Hargin   | SWE    | 234    |
| 10     | Manfred Pranger  | AUT    | 234    |

## Vrouwen

### Kalender
| Datum      | Plaats                 | Onderdeel        | Eerste                                  | Tweede                                  | Derde                                   |
| ---------- | ---------------------- | ---------------- | --------------------------------------- | --------------------------------------- | --------------------------------------- |
| 22/10/2011 | Sölden                 | Reuzenslalom     | Lindsey Vonn                            | Viktoria Rebensburg                     | Elisabeth Görgl                         |
| 12/11/2011 | Levi                   | Slalom           | Afgelast en verplaatst naar 20 december | Afgelast en verplaatst naar 20 december | Afgelast en verplaatst naar 20 december |
| 26/11/2011 | Aspen                  | Reuzenslalom     | Viktoria Rebensburg                     | Elisabeth Görgl                         | Julia Mancuso                           |
| 27/11/2011 | Aspen                  | Slalom           | Marlies Schild                          | Maria Pietilä-Holmner                   | Maria Höfl-Riesch                       |
| 02/12/2011 | Lake Louise            | Afdaling         | Lindsey Vonn                            | Tina Weirather                          | Dominique Gisin                         |
| 03/12/2011 | Lake Louise            | Afdaling         | Lindsey Vonn                            | Marie Marchand-Arvier                   | Elisabeth Görgl                         |
| 04/12/2011 | Lake Louise            | Super G          | Lindsey Vonn                            | Anna Fenninger                          | Julia Mancuso                           |
| 07/12/2011 | Beaver Creek           | Super G          | Lindsey Vonn                            | Fabienne Suter                          | Anna Fenninger                          |
| 10/12/2011 | Val-d'Isère            | Supercombinatie  | Afgelast                                | Afgelast                                | Afgelast                                |
| 11/12/2011 | Val-d'Isère            | Super G          | Afgelast                                | Afgelast                                | Afgelast                                |
| 17/12/2011 | Courchevel             | Reuzenslalom     | Afgelast                                | Afgelast                                | Afgelast                                |
| 18/12/2011 | Courchevel             | Slalom           | Marlies Schild                          | Tanja Poutiainen                        | Kathrin Zettel                          |
| 20/12/2011 | Flachau                | Slalom           | Marlies Schild                          | Maria Höfl-Riesch                       | Tina Maze                               |
| 28/12/2011 | Lienz                  | Reuzenslalom     | Anna Fenninger                          | Federica Brignone                       | Tessa Worley                            |
| 29/12/2011 | Lienz                  | Slalom           | Marlies Schild                          | Tina Maze                               | Mikaela Shiffrin                        |
| 01/01/2012 | München                | City Event       | Afgelast                                | Afgelast                                | Afgelast                                |
| 03/01/2012 | Zagreb                 | Slalom           | Marlies Schild                          | Tina Maze                               | Michaela Kirchgasser                    |
| 07/01/2012 | Bad Kleinkirchheim     | Afdaling         | Elisabeth Görgl                         | Julia Mancuso                           | Fabienne Suter                          |
| 08/01/2012 | Bad Kleinkirchheim     | Super G          | Fabienne Suter                          | Tina Maze                               | Anna Fenninger                          |
| 14/01/2012 | Cortina d'Ampezzo      | Afdaling         | Daniela Merighetti                      | Lindsey Vonn                            | Maria Höfl-Riesch                       |
| 15/01/2012 | Cortina d'Ampezzo      | Super G          | Lindsey Vonn                            | Maria Höfl-Riesch                       | Tina Maze                               |
| 21/01/2012 | Kranjska Gora          | Reuzenslalom     | Tessa Worley                            | Federica Brignone                       | Viktoria Rebensburg                     |
| 22/01/2012 | Kranjska Gora          | Slalom           | Michaela Kirchgasser                    | Tanja Poutiainen                        | Veronika Zuzulová                       |
| 27/01/2012 | Sankt Moritz           | Super Combinatie | Lindsey Vonn                            | Tina Maze                               | Nicole Hosp                             |
| 28/01/2012 | Sankt Moritz           | Afdaling         | Lindsey Vonn                            | Maria Höfl-Riesch                       | Tina Weirather                          |
| 29/01/2012 | Sankt Moritz           | Super Combinatie | Maria Höfl-Riesch                       | Lindsey Vonn                            | Nicole Hosp                             |
| 04/02/2012 | Garmisch-Partenkirchen | Afdaling         | Lindsey Vonn                            | Nadja Kamer                             | Tina Weirather                          |
| 05/02/2012 | Garmisch-Partenkirchen | Super G          | Julia Mancuso                           | Anna Fenninger                          | Tina Weirather                          |
| 10/02/2012 | Soldeu                 | Reuzenslalom     | Afgelast                                | Afgelast                                | Afgelast                                |
| 11/02/2012 | Soldeu                 | Slalom           | Marlies Schild                          | Frida Hansdotter                        | Kathrin Zettel                          |
| 12/02/2012 | Soldeu                 | Reuzenslalom     | Tessa Worley                            | Tina Maze                               | Maria Höfl-Riesch                       |
| 18/02/2012 | Sotsji                 | Afdaling         | Maria Höfl-Riesch                       | Elisabeth Görgl                         | Lindsey Vonn                            |
| 19/02/2012 | Sotsji                 | Super Combinatie | Afgelast                                | Afgelast                                | Afgelast                                |
| 21/02/2012 | Moskou                 | City Event       | Julia Mancuso                           | Michaela Kirchgasser                    | Lindsey Vonn                            |
| 25/02/2012 | Bansko                 | Afdaling         | Afgelast                                | Afgelast                                | Afgelast                                |
| 26/02/2012 | Bansko                 | Super G          | Lindsey Vonn                            | Tina Weirather                          | Daniela Merighetti                      |
| 02/03/2012 | Ofterschwang           | Reuzenslalom     | Viktoria Rebensburg                     | Tina Maze                               | Irene Curtoni Elisabeth Görgl           |
| 03/03/2012 | Ofterschwang           | Reuzenslalom     | Viktoria Rebensburg                     | Lindsey Vonn                            | Tina Maze                               |
| 04/03/2012 | Ofterschwang           | Slalom           | Erin Mielzynski                         | Resi Stiegler                           | Marlies Schild                          |
| 09/03/2012 | Åre                    | Reuzenslalom     | Lindsey Vonn                            | Federica Brignone                       | Viktoria Rebensburg                     |
| 10/03/2012 | Åre                    | Slalom           | Maria Höfl-Riesch                       | Veronika Zuzulová                       | Marie-Michèle Gagnon                    |
| 14/03/2012 | Schladming             | Afdaling         | Lindsey Vonn                            | Marion Rolland                          | Tina Maze                               |
| 15/03/2012 | Schladming             | Super G          | Viktoria Rebensburg                     | Julia Mancuso                           | Marion Rolland                          |
| 17/03/2012 | Schladming             | Slalom           | Michaela Kirchgasser                    | Veronika Zuzulová                       | Marlies Schild                          |
| 18/03/2012 | Schladming             | Reuzenslalom     | Viktoria Rebensburg                     | Anna Fenninger                          | Federica Brignone                       |

### Eindstanden
| Algemeen klassement | Algemeen klassement  | Algemeen klassement | Algemeen klassement | Algemeen klassement | Algemeen klassement     | Algemeen klassement | Algemeen klassement | Algemeen klassement | Algemeen klassement   | Algemeen klassement | Algemeen klassement |
| #                   | Naam                 | Land                | Punten              | #                   | Naam                    | Land                | Punten              | #                   | Naam                  | Land                | Punten              |
| ------------------- | -------------------- | ------------------- | ------------------- | ------------------- | ----------------------- | ------------------- | ------------------- | ------------------- | --------------------- | ------------------- | ------------------- |
| 1                   | Lindsey Vonn         | USA                 | 1980                | 11                  | Tessa Worley            | FRA                 | 589                 | 21                  | Marie-Michèle Gagnon  | CAN                 | 373                 |
| 2                   | Tina Maze            | SLO                 | 1402                | 12                  | Kathrin Zettel          | AUT                 | 585                 | 22                  | Nicole Hosp           | AUT                 | 367                 |
| 3                   | Maria Höfl-Riesch    | GER                 | 1227                | 13                  | Tanja Poutiainen        | FIN                 | 477                 | 23                  | Marion Rolland        | FRA                 | 365                 |
| 4                   | Julia Mancuso        | USA                 | 1020                | 14                  | Lara Gut                | SUI                 | 457                 | 24                  | Therese Borssén       | SWE                 | 299                 |
| 5                   | Anna Fenninger       | AUT                 | 994                 | 15                  | Daniela Merighetti      | ITA                 | 407                 | 25                  | Dominique Gisin       | SUI                 | 297                 |
| 6                   | Elisabeth Görgl      | AUT                 | 987                 | 16                  | Irene Curtoni           | ITA                 | 396                 | 25                  | Frida Hansdotter      | SWE                 | 297                 |
| 7                   | Viktoria Rebensburg  | GER                 | 947                 | 17                  | Veronika Zuzulová       | SVK                 | 390                 | 27                  | Johanna Schnarf       | ITA                 | 292                 |
| 8                   | Marlies Schild       | AUT                 | 925                 | 18                  | Fabienne Suter          | SUI                 | 389                 | 28                  | Lena Dürr             | GER                 | 291                 |
| 9                   | Tina Weirather       | LIE                 | 674                 | 18                  | Jessica Lindell-Vikarby | SWE                 | 389                 | 29                  | Marie Marchand-Arvier | FRA                 | 285                 |
| 10                  | Michaela Kirchgasser | AUT                 | 636                 | 20                  | Federica Brignone       | ITA                 | 381                 | 29                  | Manuela Mölgg         | ITA                 | 285                 |

| Afdaling | Afdaling              | Afdaling | Afdaling |
| #        | Naam                  | Land     | Punten   |
| -------- | --------------------- | -------- | -------- |
| 1        | Lindsey Vonn          | USA      | 690      |
| 2        | Tina Weirather        | LIE      | 400      |
| 3        | Elisabeth Görgl       | AUT      | 384      |
| 4        | Maria Höfl-Riesch     | GER      | 379      |
| 5        | Julia Mancuso         | USA      | 277      |
| 6        | Marion Rolland        | FRA      | 244      |
| 7        | Daniela Merighetti    | ITA      | 243      |
| 8        | Marie Marchand-Arvier | FRA      | 214      |
| 9        | Tina Maze             | SLO      | 210      |
| 10       | Stacey Cook           | USA      | 172      |

| Super G | Super G                 | Super G | Super G |
| #       | Naam                    | Land    | Punten  |
| ------- | ----------------------- | ------- | ------- |
| 1       | Lindsey Vonn            | USA     | 453     |
| 2       | Julia Mancuso           | USA     | 381     |
| 3       | Anna Fenninger          | AUT     | 369     |
| 4       | Tina Maze               | SLO     | 257     |
| 5       | Fabienne Suter          | SUI     | 226     |
| 6       | Maria Höfl-Riesch       | GER     | 225     |
| 7       | Tina Weirather          | LIE     | 213     |
| 8       | Lara Gut                | SUI     | 207     |
| 9       | Elisabeth Görgl         | AUT     | 205     |
| 10      | Jessica Lindell-Vikarby | SWE     | 166     |

| Combinatie | Combinatie        | Combinatie | Combinatie |
| #          | Naam              | Land       | Punten     |
| ---------- | ----------------- | ---------- | ---------- |
| 1          | Lindsey Vonn      | USA        | 180        |
| 2          | Tina Maze         | SLO        | 125        |
| 3          | Nicole Hosp       | AUT        | 120        |
| 4          | Maria Höfl-Riesch | GER        | 110        |
| 5          | Kathrin Zettel    | AUT        | 79         |
| 6          | Maruša Ferk       | SLO        | 63         |
| 7          | Denise Feierabend | SUI        | 62         |
| 8          | Anna Fenninger    | AUT        | 56         |
| 9          | Anja Pärson       | SWE        | 55         |
| 10         | Elisabeth Görgl   | AUT        | 50         |

| Reuzenslalom | Reuzenslalom            | Reuzenslalom | Reuzenslalom |
| #            | Naam                    | Land         | Punten       |
| ------------ | ----------------------- | ------------ | ------------ |
| 1            | Viktoria Rebensburg     | GER          | 650          |
| 2            | Lindsey Vonn            | USA          | 455          |
| 3            | Tessa Worley            | FRA          | 446          |
| 4            | Anna Fenninger          | AUT          | 442          |
| 5            | Tina Maze               | SLO          | 367          |
| 6            | Federica Brignone       | ITA          | 340          |
| 7            | Elisabeth Görgl         | AUT          | 333          |
| 8            | Irene Curtoni           | ITA          | 236          |
| 9            | Julia Mancuso           | USA          | 233          |
| 10           | Jessica Lindell-Vikarby | SWE          | 223          |

| Slalom | Slalom               | Slalom | Slalom |
| #      | Naam                 | Land   | Punten |
| ------ | -------------------- | ------ | ------ |
| 1      | Marlies Schild       | AUT    | 760    |
| 2      | Michaela Kirchgasser | AUT    | 452    |
| 3      | Tina Maze            | SLO    | 413    |
| 4      | Veronika Zuzulová    | SVK    | 377    |
| 5      | Kathrin Zettel       | AUT    | 356    |
| 6      | Tanja Poutiainen     | FIN    | 334    |
| 7      | Maria Höfl-Riesch    | GER    | 330    |
| 8      | Therese Borssén      | SWE    | 299    |
| 9      | Frida Hansdotter     | SWE    | 286    |
| 10     | Marie-Michèle Gagnon | CAN    | 248    |

## Landenwedstrijd
| Datum      | Plaats     | Onderdeel | Eerste | Tweede                                                                         | Derde                                                                                            |
| ---------- | ---------- | --------- | --- | ------------------------------------------------------------------------------ | ------------------------------------------------------------------------------------------------ |
| 16/03/2012 | Schladming | Team      | Oostenrijk Eva-Maria Brem Michaela Kirchgasser Stefanie Köhle Max Franz Marcel Mathis Philipp Schörghofer | Zwitserland Lara Gut Wendy Holdener Markus Vogel Ralph Weber Silvan Zurbriggen | Zweden Therese Borssén Frida Hansdotter Anna Swenn-Larsson Axel Bäck Mattias Hargin André Myhrer |

## Organisatie
De organisatie (Austria Ski WM- und Großveranstaltungsgesellschaft m.b.H.) van de wereldbekerfinale alpineskiën van 12.03.2012 t/m 18.03.2012 in Schladming ontving een subsidie van € 1.000.000 van de deelstaat Stiermarken. De wereldbekerfinale was tevens een testevenement voor het WK Alpineskiën van 2013 in Schladming.
Verder ontving de organisatie (Wintersportverein Schladming) van de wereldbeker alpineskiën - nachtslalom mannen op 24.01.2012 in Schladming) een subsidie van € 50.900 van de deelstaat Stiermarken.